# صنایع پتروشیمی ایران
صنایع پتروشیمی بخشی از صنعت شیمی است که محصولاتش را از نفت خام یا گاز طبیعی تولید می‌کند. صنعت پتروشیمی ایران در آغاز راه است. کارخانجات این صنعت در بندر امام خمینی (ماهشهر) متمرکز است. فرآورده‌های صنعت پتروشیمی ایران عبارتند از:
- کودهای شیمیایی مانند: فسفات‌ها و نیترات ها
- مواد اولیه پلاستیک مانند: پی وی سی (PVC) و دی او پی (DOP)
- پاک‌کننده و باکتری کشها
- اسیدها مانند: اسید سولفوریک، اسید کلریدریک، آمونیاک و ...

## تاریخچه
- پتروشیمی
- شرکت ملی صنایع پتروشیمی